# 3983 Sakiko
3983 Sakiko је астероид главног астероидног појаса са пречником од приближно 16,39 .
Афел астероида је на удаљености од 2,728 астрономских јединица (АЈ) од Сунца, а перихел на 2,169 АЈ.
Ексцентрицитет орбите износи 0,114, инклинација (нагиб) орбите у односу на раван еклиптике 2,614 степени, а орбитални период износи 1399,596 дана (3,831 године).
Апсолутна магнитуда астероида је 12,40 а геометријски албедо 0,072.
Астероид је откривен 20. септембра 1984. године.